# Andrena cragini
Andrena cragini är en biart som beskrevs av Cockerell 1899. Andrena cragini ingår i släktet sandbin, och familjen grävbin. Inga underarter finns listade i Catalogue of Life.

## Bildgalleri

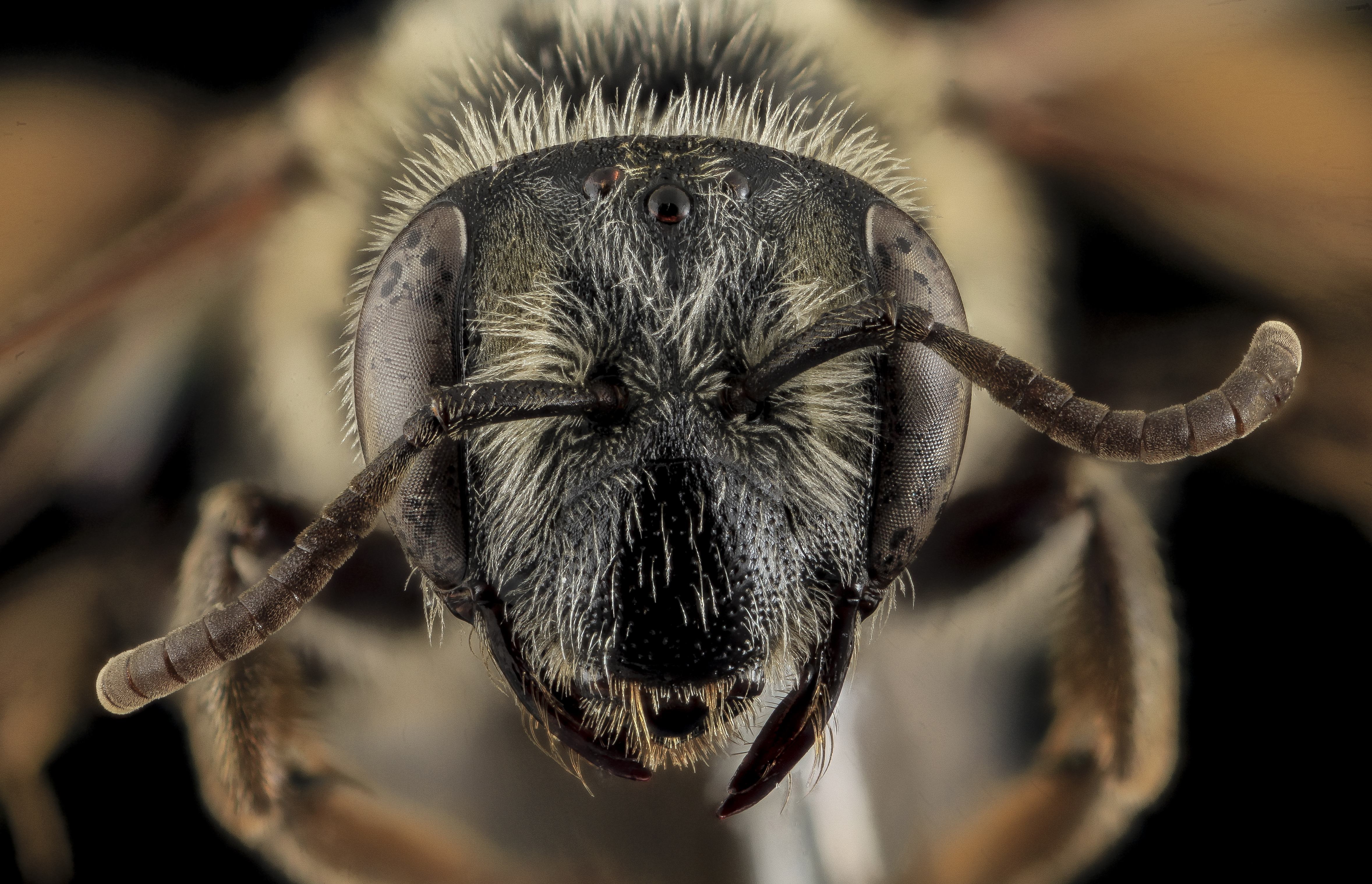
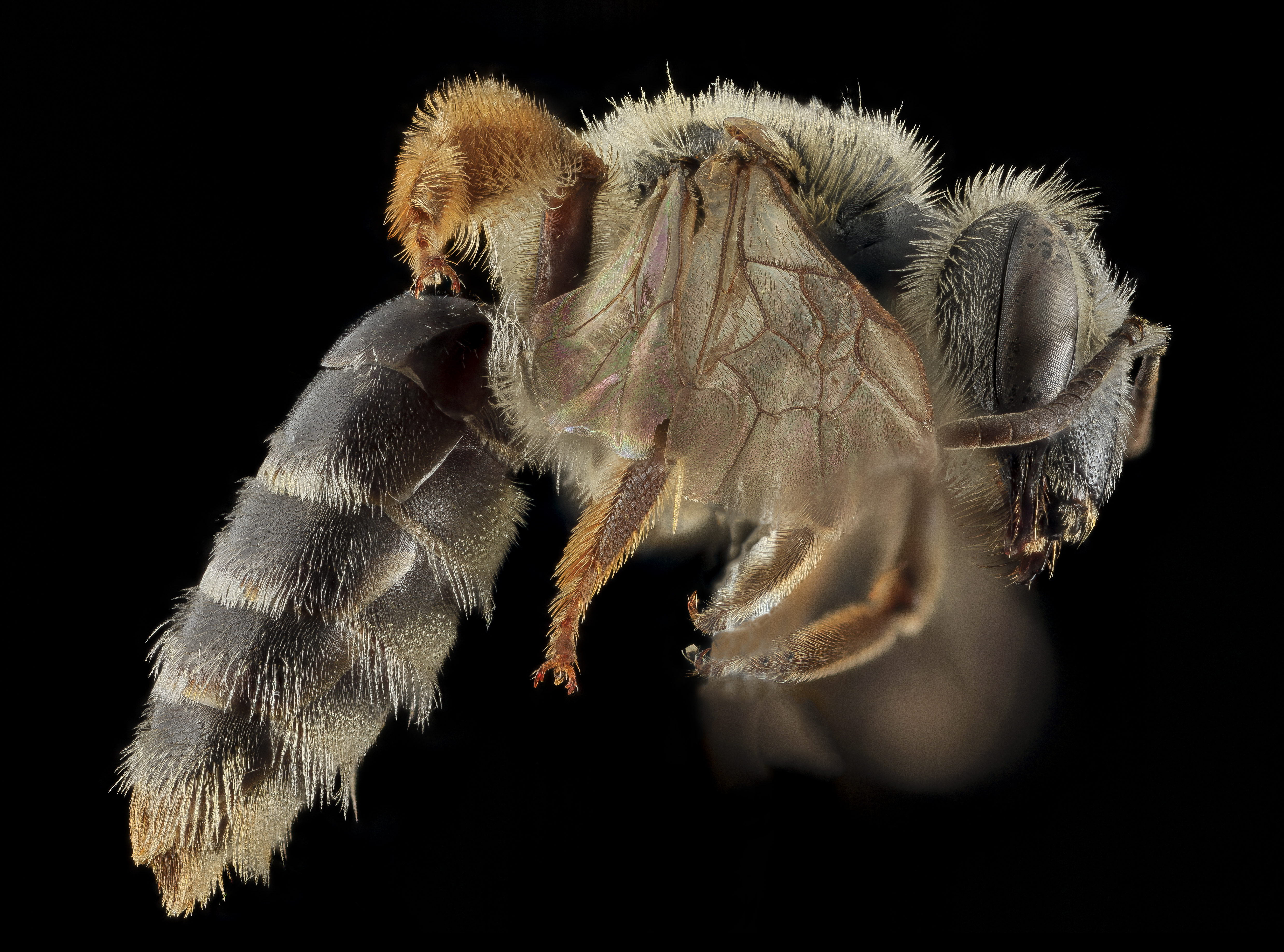
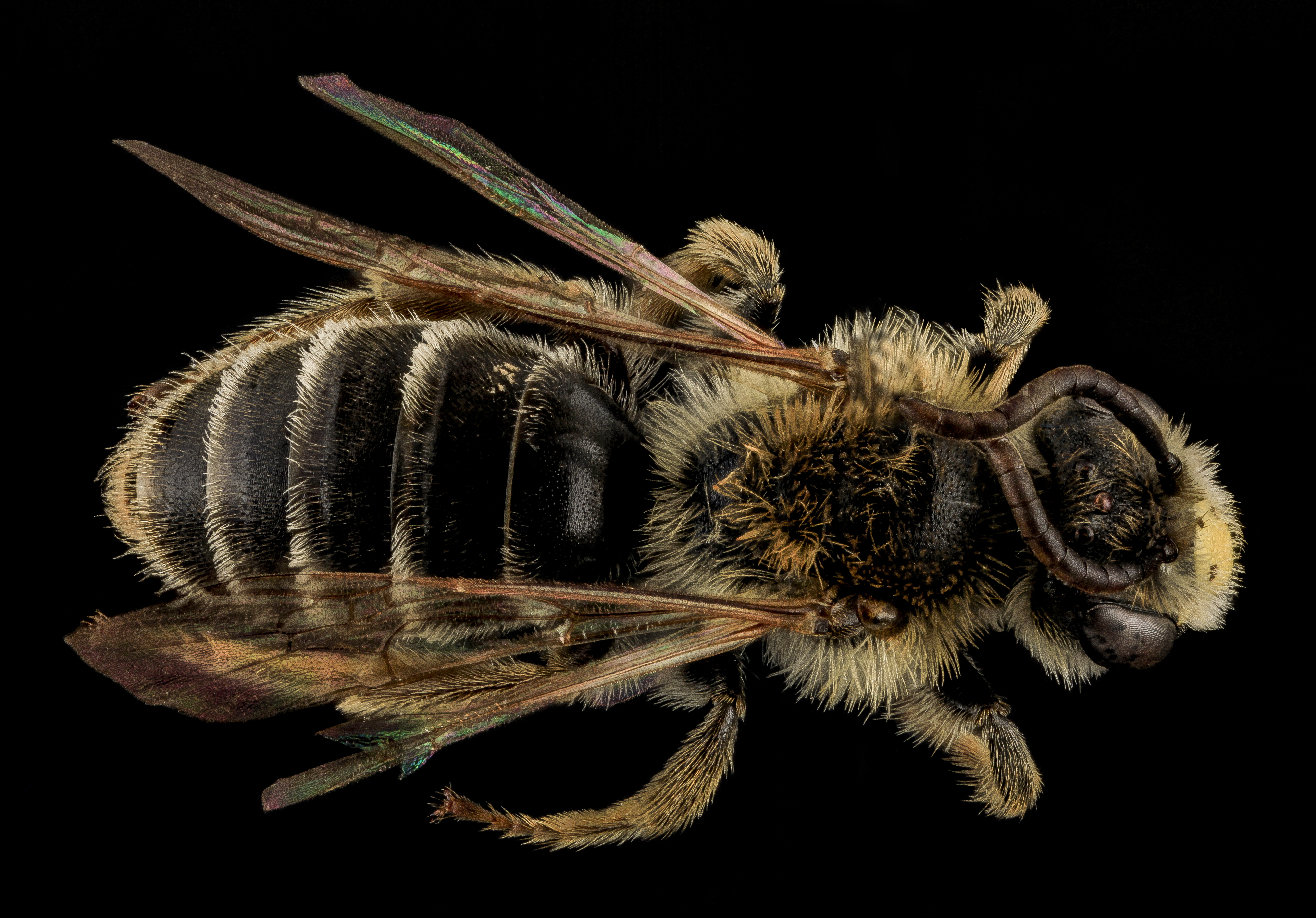
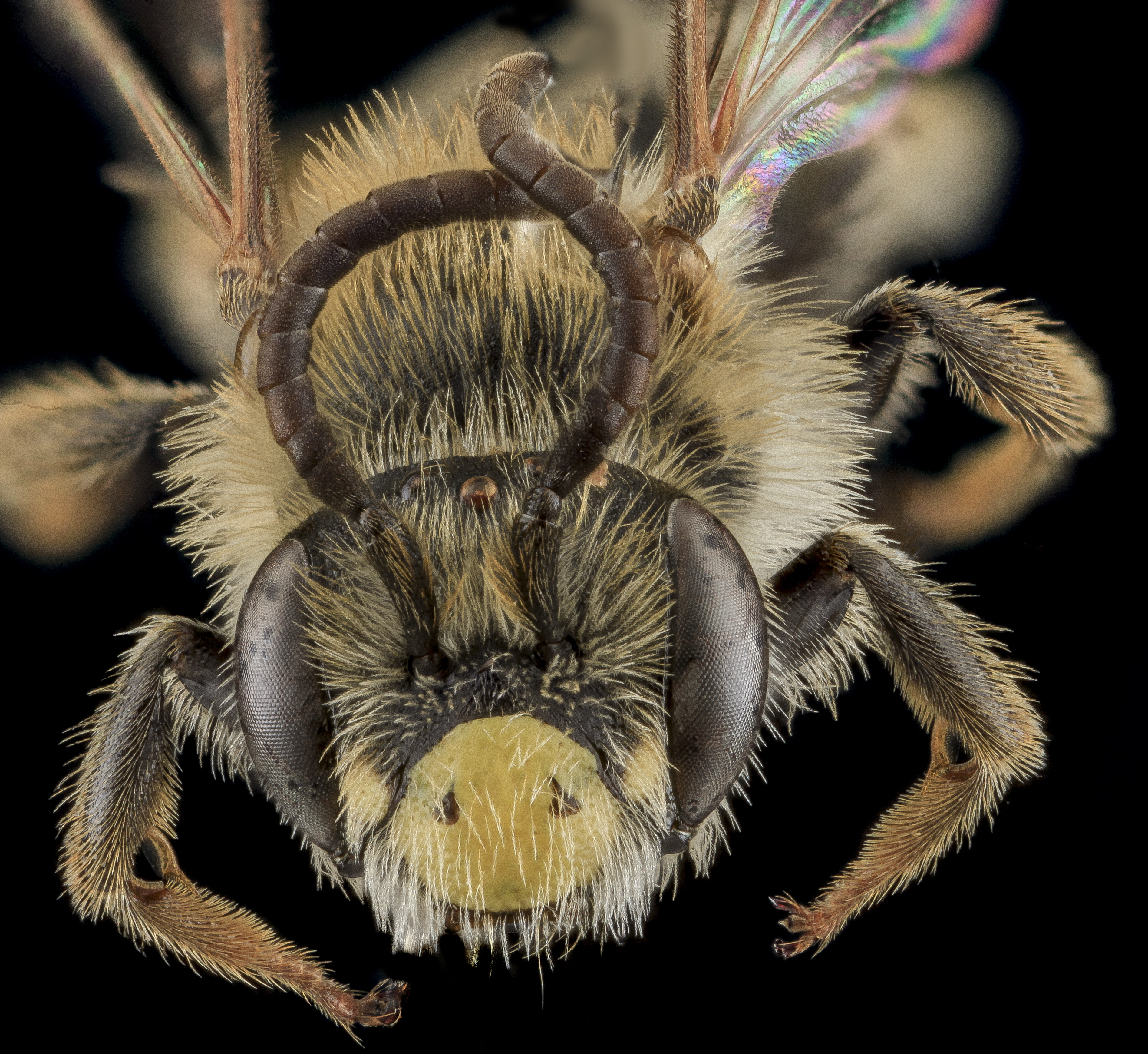